# 顧眾
顧眾（274年—346年），字長始，吳郡吳縣（今江蘇蘇州市）人。建立東晉的重臣顧榮的族弟。東吳偏將軍顧悌孫，晉交州刺史顧祕之子，後出繼伯父。曾在蘇峻之亂中領導東方義軍抵抗蘇峻叛軍的進攻。

## 生平
顧眾初被仍為鎮東將軍的晉元帝司馬睿任命為參軍。永嘉五年（311年），因參與協助討平不受晉元帝命令的江州刺史華軼而封東鄉侯，後在晉元帝遷丞相後，遷任丞相掾。
太興元年（318年），晉元帝正式即位為帝，顧眾任駙馬都尉、奉朝請。後來歷任尚書郎、大將軍從事中郎和南康太守。後又加廣武將軍任鄱陽太守，但顧眾在到鄱陽時並不和在武昌的大將軍、江州刺史王敦見面，令王敦甚為不滿。

### 王敦之亂
永昌元年（322年），王敦之亂爆發，王敦率兵以討伐劉隗及刁協名進攻建康。當時王敦命顧眾出兵，但顧眾卻遲遲不發，於是被王敦以軍令限期召見他，並嚴厲的責問顧眾。但顧眾對此卻毫無懼色，王敦責問他後也消了氣。及後顧眾又為被王敦指責的宣城內史陸喈辯護，令其免於被王敦罪責。
同年王敦攻陷建康，把持朝政，打算以顧眾為吳興內史，但顧眾堅決辭讓，反推舉吏部郎桓彝，不過桓彝卻又推讓給顧眾，最終王敦都沒選用二人出掌吳興。太寧元年（323年），王敦再度舉兵進攻建康，意圖篡位，停駐姑孰時以顧眾為從事中郎。次年王敦之亂被平定，顧眾任太子中庶子，後遷義興太守，加揚威將軍。

### 蘇峻之亂
咸和三年（328年），歷陽內史蘇峻率叛軍攻陷建康，顧眾返回吳郡，暗中準備起義兵。當時內史庾冰因蘇峻的軍事壓力而逃奔會稽，蘇峻調了蔡謨接任內史，而張悊則在當地為蘇峻招集士兵。顧眾派人招攬張悊，及後派郎中徐機告訴蔡謨他以準備好起義兵，並招攬了張悊。當時會稽內史王舒舉兵討伐蘇峻，蔡謨就響應王舒，以顧眾以揚威將軍為本國督護。
當時蘇峻見東方義軍起兵，就派了管商、張健和弘徽領兵抵禦。顧眾率眾在高莋大敗弘徽，獲取其物資，後就命堂弟顧颺屯兵無錫；而因蔡謨讓位的庾冰重返吳郡，鎮御亭；顧眾則守海虞阻截蘇峻軍經此進攻。但張健等人卻進攻無鍚，顧颺大敗，庾冰亦失守御亭，吳郡郡城被張健所掠。顧眾雖領兵進攻，但只能擊敗敵軍的別軍。因著此敗，王舒改以顧眾督護吳及晉陵軍，屯兵章埭。當時，虞潭領兵屯駐烏苞，不敢前進，管商則領兵舉顧眾及虞潭軍作戰，二人戰敗，顧眾退守錢唐，後改守柴辟。當時虞潭亦在吳興戰敗，數縣被掠，有人勸顧眾渡過錢塘江以避敵軍，不過顧眾認為守紫壁能保全錢唐以南五縣，離開則無所依靠，不是辦法。當時范明亦有相同看法，於是顧眾以范明為參軍，後范明更領兵擊退張健，助顧眾奪回吳郡郡城，並成功抵抗張健後來的進攻，殺了敵軍二千多人。

### 南土宿望
咸和四年（329年），蘇峻之亂被平定，顧眾與蔡謨互相推讓功勳，成為一時美談，因功封鄱陽縣伯，拜丹楊尹、本國（吳國）大中正。後入朝先後任侍中和尚書。咸康末，顧眾被調為領軍將軍、揚州大中正，但顧眾辭讓，又因母喪離職。建元二年（344年），晉康帝去世，晉穆帝繼位並由何充輔政。何充以顧眾為領軍將軍，顧眾在為母服喪後上任，在當時緩解了何充與武陵王司馬晞不和的矛盾，又力圖阻止何充因崇信佛教而虛耗過多金錢。而何充因為顧眾是揚州地望，於是優厚的對他。
顧眾不久就以年老而上請退休，但不被允許，後遷尚書僕射。永和二年（346年），顧眾去世，享年七十三歲。朝廷追贈光祿大夫，諡號為靖。

## 性格特徵
顧眾父親顧祕死後，交州人擁立顧眾兄顧壽為新任刺史。然而不久帳下督梁碩就起兵殺死顧壽，專掌交州。顧眾當時正往交州奔喪，但因杜弢之亂，整整用了六年才回到建康。經過吳興時，當地故友可憐他流離戰禍中這麼長時間，給了他二百萬錢，但顧眾都不接受。

## 子女
- 顧昌，顧眾長子，嗣爵，建康縣令。
- 顧會，顧眾三子，中軍咨議參軍。

## 延伸阅读
[在维基数据编辑]
 《晉書·卷076》，出自房玄齡《晉書》